# George Harper
George Harper (Basingstoke, Hampshire, 10 de juliol de 1992) és un ciclista anglès, professional des del 2013. Actualment corre a l'equip One Pro Cycling.